# Nigel Morris
Nigel Morris (* 20. Juni 1948 in Dalston, einem Stadtteil von London) ist ein britischer Musiker.
Nigel wurde in London geboren und wuchs in Südwales auf. Musikalische Erfahrung sammelte er bei der Band Cirrus in den Jahren 1971 und 1972. Er war 1972 zusammen mit Gary Boyle, Jeff Clyne und Brian Miller Gründer der britischen Jazz-Rock-Formation Isotope und spielte dort Schlagzeug. Daneben spielte er 1974 mit Harry Beckett (Joy Unlimited). 1976 trennte sich Isotope, und er gehörte bis 1979 zu Edge. Im selben Jahr holte ihn Alan Wakeman in sein Oktett (The Octet Broadcasts 1969 and 1979). Seit den 1990er Jahren lebt er in Kalifornien und hat sich der spirituellen Musik zugewandt. 2003 erschien sein Soloalbum Soundscapes and Conversations. Nebenbei ist er auch als Prediger tätig.